# Binární kód

V ASCII kódování zapsané slovo Wikipedia

Binární kód je v informatice způsob uložení informace v počítači definovaný jako konečný počet bitů, z nichž každý může nabývat právě jednu ze dvou hodnot (obvykle označených 0 nebo 1). Pro snadnější zápis uložených hodnot (čísel) se dnes převážně používá byte (bajt) s délkou slova osm bitů. Pro výpočet hodnoty binárního zápisu se používá binární soustava (tj. poziční číselná soustava se základem dva).

## Význam
Binární kód je označení, které se používá v případě, že člověk neví, jaká informace je v zápisu hodnot použita. Obvykle je tak označován obsah souboru, který obsahuje strojový kód procesoru (tj. strojové instrukce nebo data) nebo jiná data, která člověk nemůže přímo z čísel pochopit (například digitální obrázek, text).
Aby mohla být informace uložena a později opět obnovena, používá se při převodu do binárního kódu vždy nějaké kódování, které určuje, jak je informace převedena do číselného zápisu (a stejně i zpět). Například pro text je používána dohodnutá znaková sada, kde každému znaku odpovídá nějaké číslo. Například v kódování ASCII je pro znak písmene A definován kód 65 (v desítkové soustavě), který je možné vyjádřit šestnáctkově jako číslo 41 (resp. 0x41) a binárně 1000001. Podobným způsobem jsou ukládány i strojové instrukce procesoru, kdy každá instrukce je vyjádřena vybraným číslem a procesor musí toto číslo po načtení z paměti nejprve dekódovat (zjistit, jaký má význam) a teprve potom ji může provést.
Pro zjednodušení práce s počítačem se používají různé počítačové programy, které dokážou uloženou informaci interpretovat, tj. zprostředkovat člověku. Obrázky se zobrazují pomocí programu označovaného jako prohlížeč obrázků, strojový kód dokáže zobrazit disassembler, text je zobrazován pomocí textového editoru atd.
Organismy se mohou racionálně rozhodovat i na základě dvoustavových podnětů.

## Historie
Binární kód poprvé představil v 17. století německý matematik a filozof Gottfried Wilhelm Leibniz. Leibniz se snažil najít systém, který by převáděl logické slovní prohlášení na čistě matematické. Poté, co byly jeho nápady ignorovány, narazil na klasický čínský text nazvaný I-ťing (anglicky Book of Changes), který používá určitý typ binárního kódu. Kniha potvrdila jeho teorii, že život může být zjednodušen nebo zredukován na řadu jednoduchých problémů. Vytvořil systém, skládající se z řady nul a jedniček. Během této doby Leibiniz nenašel využití pro tento systém.
Další matematik a filozof George Boole vydal v roce 1847 článek nazvaný Matematická analýza logiky, který popisuje algebraický systém logiky, nyní známý jako booleova algebra. Systém je založen na binárním (resp. ano/ne, on/off) přístupu, používá tří základní operace: AND, OR a NOT. Tento systém nebyl uveden do praxe, dokud si postgraduální student Claude Shannon z Massachusettského technologického institutu nevšiml, že booleovská algebra, které se naučil, je podobná elektrickému obvodu. V roce 1937 Shannon napsal svoji práci, která obsahovala jeho zjištění. Shannonova práce se stala východiskem pro využití binárního kódu v praktických aplikacích jako jsou počítače, elektrické obvody a další.

## Jiné formy binárního kódu
Řetězec bitů není jediný typ binárního kódu. Binární systém obecně zahrnuje všechny systémy, které umožňují pouze dvě možnosti, jako je spínač v elektronickém systému nebo jednoduchý test pravda nebo nepravda.

### Ba Gua
Ba Gua (Pa Kua) je soubor osmi diagramů které v taoistické kosmologii reprezentují základní principy reality (oheň, voda, země atd.). Lze jej nalézt v mnoha oblastech čínské filosofie, v Tchaj-ťi, Feng-šuej, atd. Ba v názvu znamená 8, gua označuje věštebný obrazec. Každý z osmi diagramů, zvaných trigramy, se skládá ze tří čar, z nichž každá je buď přerušená nebo souvislá a reprezentuje jin nebo jang. Dvojice trigramů tvoří 64 hexagramů, které jsou základem Knihy proměn (I-ťing).

### Braillovo písmo
Braillovo písmo je druh binárního kódu, který je široce používán slepými lidmi pro čtení a psaní. Tento systém se skládá z 6 pozic teček, tři v každém sloupci. Každý bod má dva stavy, vystouplý nebo nevystouplý.

### IFÁ Oracle
IFÁ Oracle se používá mezi Jorubským obyvatelstvem v Nigérii od roku 7000 před naším letopočtem. Jedná se o 16 hlavních tzv. zpívaných (Odu) a jejich spojením je celkem 256 (Odus) stejně jako v binárním kódu. Kó se zapisuje pomocí linek, dvou linek nebo nul. Oracle používá Babalawos (vysoký kněz) pro konzultace s IFA (zdroj univerzální moudrosti) nebo Orunmila (Orisa, Boží moudrosti), předpovídání budoucnosti a doporučení řešení denních lidských otázek o životě. Systém věštění Ifa byl přidán v roce 2005 do seznamu UNESCO „Mistrovská díla ústního a nehmotného dědictví lidstva“.

## Systémy kódování

### kódování ASCII
American Standard Code for Information Interchange („americký standardní kód pro výměnu informací“), neboli ASCII, používá 7bitový binární kód, který představuje text pro počítače, komunikační zařízení a jiná zařízení, která používají text. Každému písmenu nebo znaku je přiřazeno číslo od 0 do 127. Například v 8bitovém kódu ASCII, malé „a“ je reprezentováno řetězcem bitů 01100001.

### Kódování BCD
Binary Coded Decimal („dvojkově reprezentované dekadické číslo“), neboli BCD, je způsob kódování celých čísel s využitím pouze desítkových číslic (0–9), a to už na úrovni čtveřic bitů (nibblů) tím způsobem, že každý nibble odpovídá jedné desítkové číslici.

## Počátky využití binárního kódování
- 1875: Émile Baudot: přidal binární řetězec do svého šifrovacího systému, což nakonec vedlo k dnešnímu kódování ASCII
- 1932: C. E. Wynn-Williams: "Scale of Two" počítač
- 1936: Konrád Zuse: počítač Z1
- 1937: Alan Turing: elektricko-mechanická binární násobička
- 1938: Atanasoff-Berry Computer
- 1939: George Stibitz: realizace Booleovy algebry logickým obvodem za využití elektromechanického relé jako přepínacího prvku